# 競選總部
競選總部（英語:Campaign headquarter）是指在民主國家當中，互相競選政治頭銜時的準備區域，在競選總部選擇的地點，有的以民宅及廢屋來使用，競選總部有的以看風水來選擇地點，並認為選擇的地點會影響候選人的選舉情勢。